# Леон Пінскер

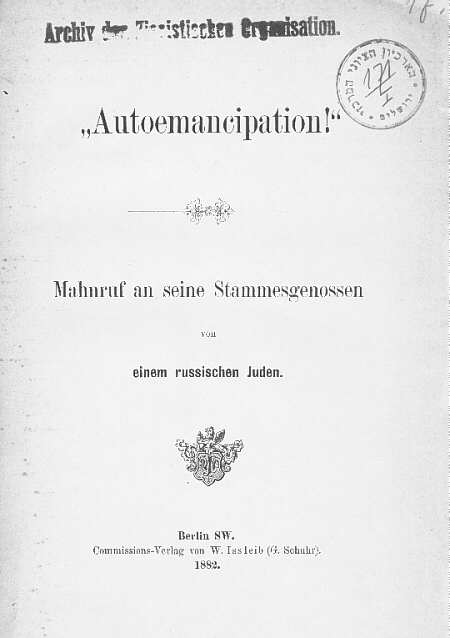
Брошура "«Autoemancipation! Mahnruf an seine Stammesgenossen von einem russischen Juden»

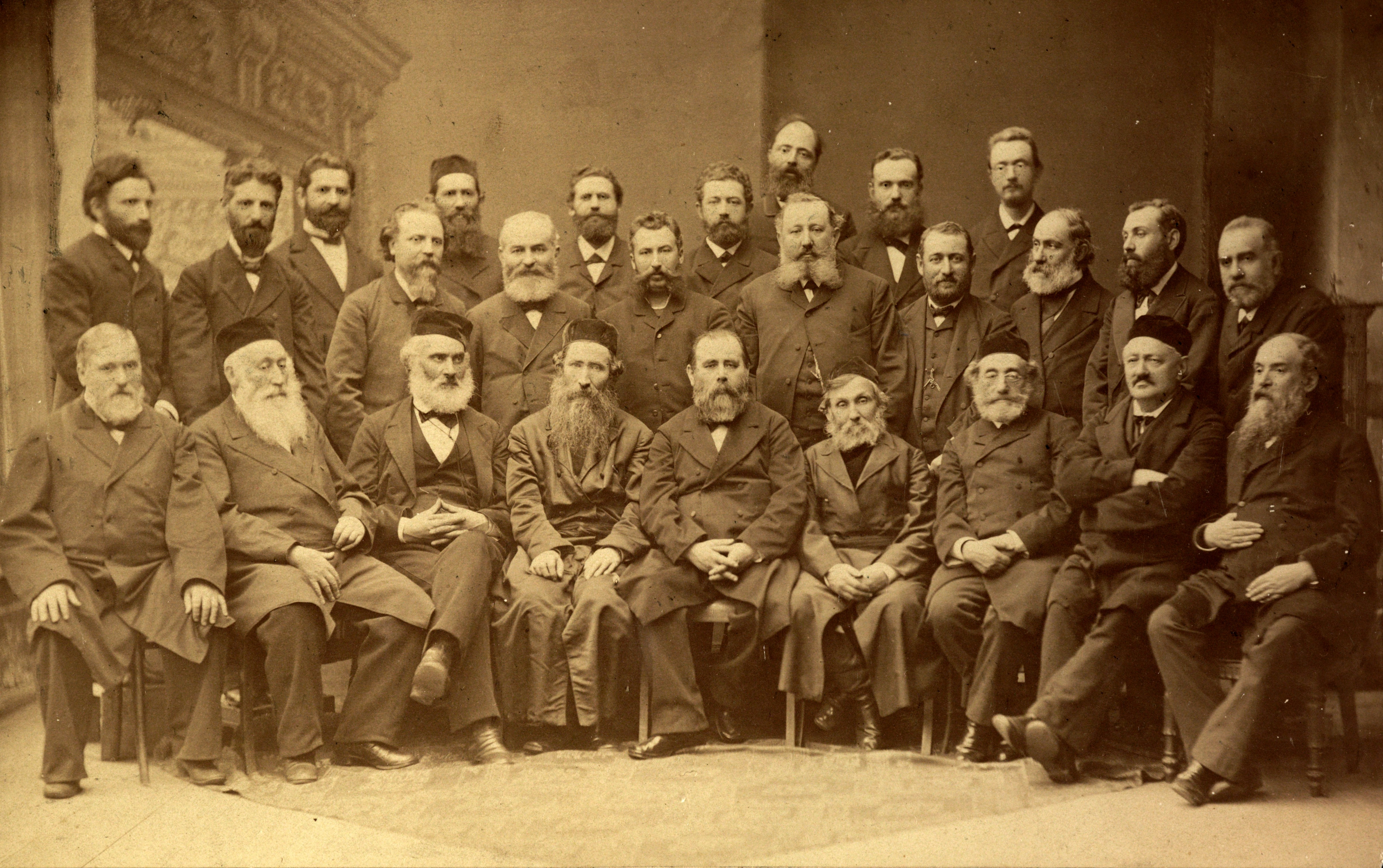
Конференція в Катовицях, 1884 р. У центрі фотографії сидить Леон Пінскер і з права від нього рабин Шмуель Могилевер

Леон (Єгуда Лейб) Пинскер або Лео Пинскер, Лев Семенович Пинскер (13 грудня 1821 р., Томашпіль, Подільська губернія, Російська імперія — 9 грудня 1891 р., Одеса, Російська імперія) — лікар, філософ  єврейського походження, ідеолог і діяч сіонізму, лідер сіоністського руху Ховевей Ціон.

## Біографія
Єгуда Лейб Пинскер народився 13 грудня 1821 а в місті Томашпіль в родині єврейського педагога і письменника Симхи Пінскера. У ранньому дитинстві сім'я Йехуди Лейба Пінскера переїхала до Одеси, де він навчався у приватній школі свого батька і пізніше — у місцевій середній школі. Після здобуття середньої освіти Єгуда Лейб Пинскер вступив у Рішельєвський ліцей на юридичний факультет, ставши одним з перших євреїв, що надійшли до вищого навчального закладу Російської імперії. Під час студентства Єгуда Лейб Пінскер був прихильником єврейського руху просвітництва Гаскала і виступав за асиміляцію євреїв.
Після закінчення Рішельєвського ліцею, коли Єгуді Лейбу Пінскеру не дозволили стати адвокатом, він вирішив зайнятися викладацькою діяльністю. Переїхавши в Кишинів, він став там викладати російську мову в єврейській школі. Через рік викладання він переїхав до Москви, де вступив на медичний факультет  Московського університету, який закінчив у 1848 році. Повернувшись до Одеси, Єгуда Лейб Пінскер став займатися лікарською діяльністю. Після початку  Кримської війни Єгуда Лейб Пинскер пішов на війну добровольцем і служив військовим лікарем у російській армії, за що отримав медаль.

## Громадська діяльність

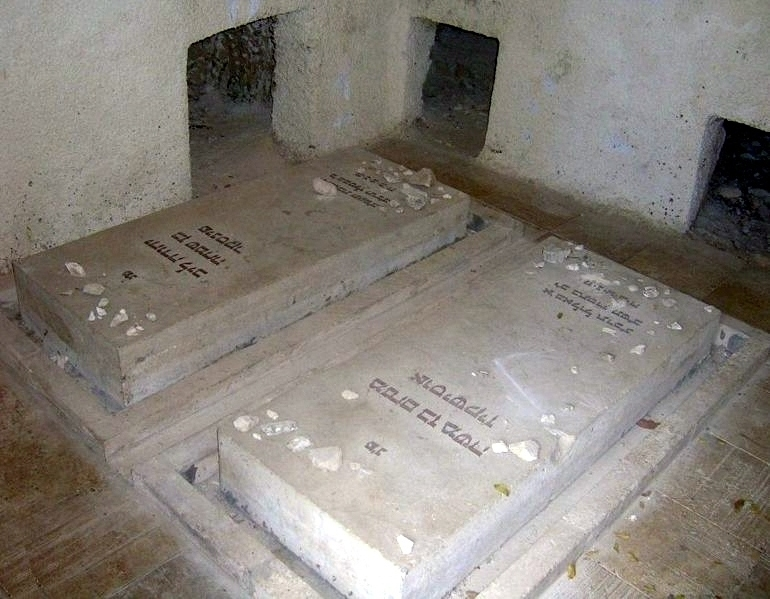
Гробниці Пінскера і Уссішкіна в печері Гробниця Никанора на горі Скопус в Єрусалимі.

Після Кримської війни Леон Пінскер став займатися громадським життям. У цей час у нього стали формуватися свої погляди на єврейське питання в Російській імперії. Він виступав за співпрацю євреїв і російської держави. Він вважав, що у євреїв є два обов'язки: пам'ятати свою історію і свою батьківщину в Палестині. Не підтримуючи повної асиміляції, він виступав за інтеграцію євреїв в російське суспільство. Юдаїзм при цьому повинен був бути обмежений тільки лише релігійної сферою. У 1864 році він відвідав конференцію держав  Німецького союзу, де отримав підтримку своїх поглядів.
У 1871 році в Одесі стався єврейський погром і Леон Пінскер змінив свою думку про становище євреїв в Російській імперії і став стверджувати, що євреї не можуть розраховувати на допомогу з боку російського суспільства. Перший час він вважав, що одеський погром був тільки лише місцевим явищем, тому повернувся до поглядів єврейського просвітництва. У 1882 році російська влада значно обмежили в правах єврейське населення, після чого Леон Пінскер повністю змінив свої погляди на відносини євреїв і російського суспільства. У березні 1882 він переїхав в західну Європу, де його погляди на єврейське питання значно змінилися у бік радикалізму. Заперечуючи тепер ідеї культурної асиміляції, Леон Пінскер став вважати, що євреї повинні організувати свою власну державу.
Після повернення в Російську імперію він нелегально видав німецькою мовою брошуру-відозву "Autoemancipation! Mahnruf an seine Stammesgenossen von einem russischen Juden «(Автоемансіпація! Звернення російського єврея до свого народу»).
Публікація «Автоемансипація» викликала широкий відгук серед європейських і російських євреїв, що призвело до виникнення руху «Ховевей Ціон», що виступав за створення власного єврейської держави. У серпні 1883 року Леон Пінскер зустрівся в Одесі з професором  Гейдельберзького університету Германом Шапіро і Максом Мандельштаммом з Києва, з якими він пізніше заснував Ховевей Ціон. З 6 по 11 листопада 1884 в м. Катовиці відбулася конференція, що утворила Ховевей Ціон. На цій конференції Леон Пінскер виступив за створення єврейських сільськогосподарських поселень в Палестині. Керівником одеського комітету цієї організації став Леон Пінскер. В Одесі він збирав пожертвування і допомагав бажали емігрувати до Палестини.
У 1888 році Леон Пінскер подав у відставку і помер 9 грудня 1891 в Одесі від інфаркту міокарда.
У 1934 році труну Леона Пінскера був перевезений до Палестини і похований на горі Гробниця Никанора в  Скопус в Єрусалимі.

### Твір «Автоемансипація»
У «Автоемансипація» Леон Пінскер пояснює існування антисемітизму трьома причинами:
- Політичні причини. Леон Пінскер стверджував, що відсутність у євреїв своєї власної країни і власного уряду, призводить до постійної ворожості з боку інших народів.
- Психологічні причини. Представники інших народів сприймають євреїв як чужих і тому бажають їх знищити. Оскільки вони не можуть знищити євреїв, інші народи починають їх боятися. Цей страх перед євреями Леон Пінскер назвав новим терміном «юдеофобія». Юдеофобія, у свою чергу, викликає антисемітизм, який є психозом.
- Економічні причини. Євреї на чужій території мають власність, на яку претендують інші, що також викликає антисемітизм.